# Myrica caroliniensis
Myrica caroliniensis là một loài thực vật có hoa trong họ Myricaceae. Loài này được Mill. mô tả khoa học đầu tiên năm 1768.